# Supplice de la planche

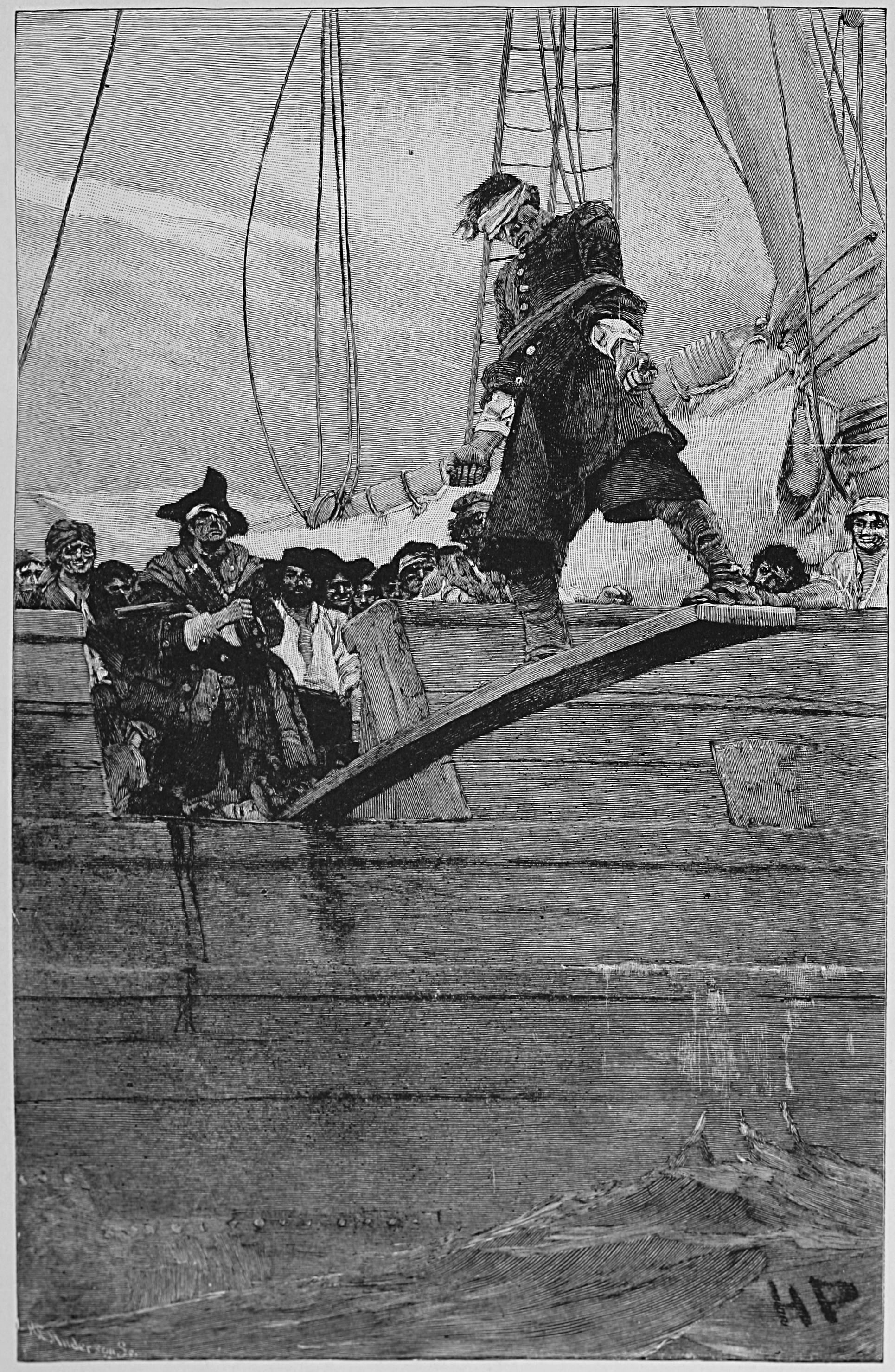
Supplice de la planche (illustration d'Howard Pyle pour Harper's Magazine, 1887).

Le supplice de la planche est une méthode d'exécution pratiquée sur les navires pirates. Elle consiste à pousser un prisonnier par-dessus bord en le forçant à marcher le long d'une planche suspendue sur un côté du navire élevée au-dessus de l'eau, la victime, souvent ligotée, finit alors par tomber et par se noyer.
Bien qu'il existe, depuis le XIXe siècle, de nombreuses références culturelles au supplice de la planche, peu de cas réels sont prouvés. Il est donc difficile d'établir à quel point la pratique était courante,.

## Dans la culture populaire
- Dans Le Maître de Ballantrae, le récit fictif de la période durant laquelle le Maître prend part à l'équipage de Barbe Noire contient de nombreuses descriptions de supplices de la planche.
- En bande dessinée, le supplice de la planche est représenté dans Le Démon des Caraïbes, premier épisode de la série Barbe-Rouge (planches 34 et 35).
- En film, dans le premier volet de  Pirates des Caraïbes , intitulé  La Malédiction du Black Pearl  , le capitaine Barbossa et son équipage maudit, au large d'une île deserte des Antilles, condamne le capitaine Jack Sparrow, ainsi qu'Elizabeth Swann au supplice de la planche.